# Chiesa dei Santi Cosma e Damiano (Mendrisio)

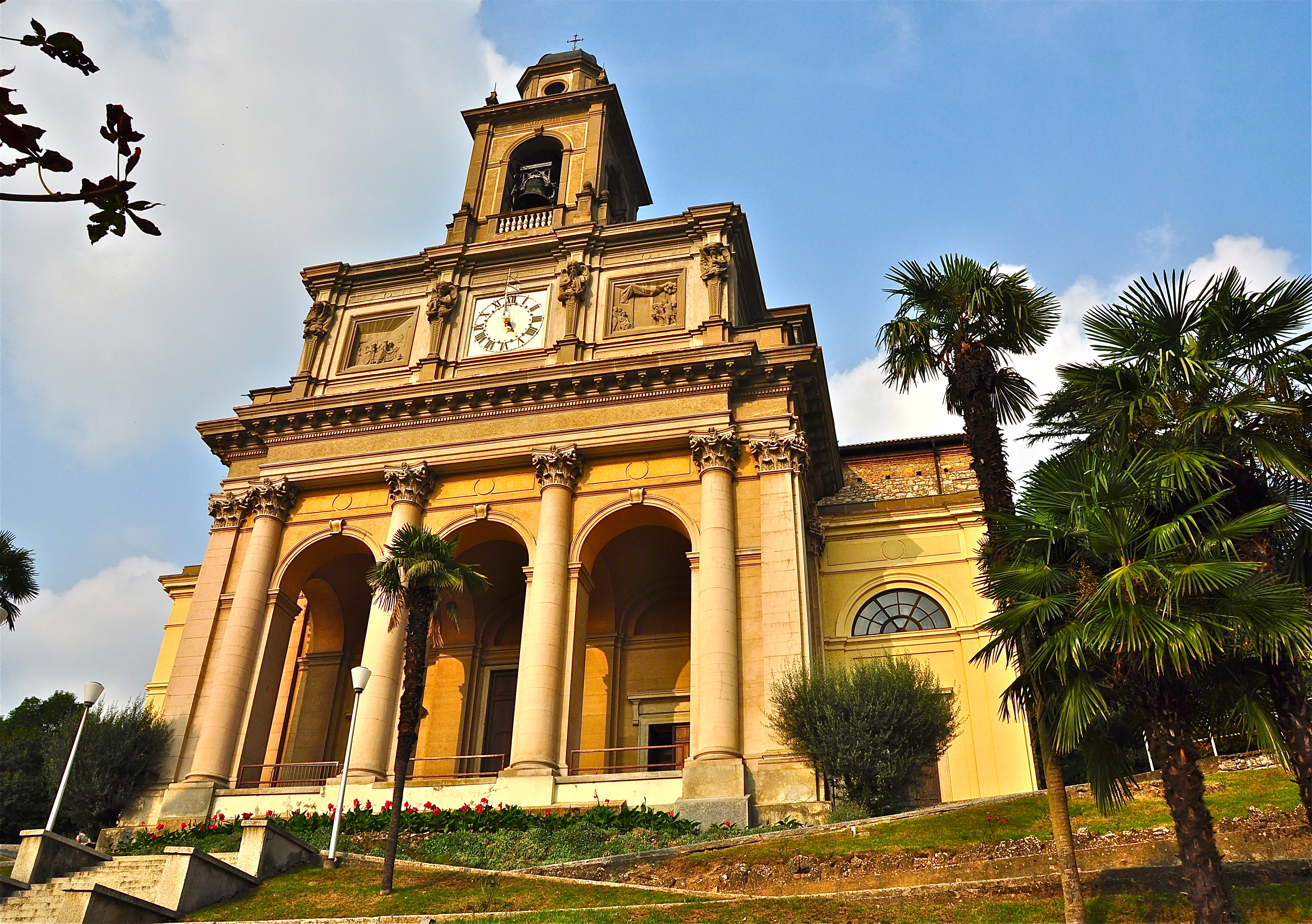
Chiesa dei Santi Cosma e Damiano

La chiesa dei Santi Cosma e Damiano, a Mendrisio, è un edificio ecclesiastico neoclassico, considerato il più monumentale del secondo Ottocento nel Canton Ticino.

## Storia
Nell'alto Medioevo Mendrisio dipendeva dalla pieve di Balerna, ma la parrocchia locale ottenne successivamente l'indipendenza. Fu così realizzata una chiesa parrocchiale, la cui prima attestazione indiretta risale al 1275, con una seconda citazione, in questo caso diretta, nel 1323. Nel tardo Seicento la chiesa fu ricostruita in stile barocco e nel 1672 fu consacrata. Fra il 1863 e il 1875, tuttavia, l'edificio fu raso al suolo e ricostruito con le forme attuali su un progetto di Luigi Fontana. La nuova chiesa, con pianta a croce greca, un presbiterio e un coro disposti in emiciclo, una cupola ottagonale dotata di lanterna e (a partire dal 1879) una scalinata d'accesso, fu riconsacrata nel 1887. Nel 1907 furono realizzati il campanile e la facciata, dotata di un portico a tre fornici con colonne e lesene angolari corinzie. I lavori in facciata si conclusero nel 1922.

## Descrizione
All'interno sono presenti delle semicolonne corinzie di sostegno al cornicione (1869-1875). Tra gli autori il Fescoggia. All'interno della cupola sui pennacchi sono da segnalare gli Evangelisti. L'altare maggiore mostra un tabernacolo a tempietto e degli angeli cerofori è degli anni 1669-1670, fu restaurato nel 1950 con l'eliminazione delle porte laterali. Rilevanti l'urna lignea nella mensa, con il corpo santo di San Feliciano martire romano. La salma fu traslata nel 1745 dalle catacombe romane di Sant'Agnese.
Sulla parete sinistra troviamo: 
- un organo (1876 - fratelli Pietro e Lorenzo Bernasconi di Varese);[5]
- le vetrate con i "Miracoli del santo patrono" (1925);
- la cappella del Rosario con altare barocco (1654-1659 - Francesco Rusca detto il Castello);[6]
- una statua della Madonna (1694 - Agostino Silva (1620-1706) di Morbio Inferiore);[7]
- un quadro con i Misteri del Rosario (Francesco Torriani (1612-1683));
- due tavole con la Natività della Beata Vergine Maria e lo Sposalizio della Vergine (1654-1659 - Francesco Torriani).

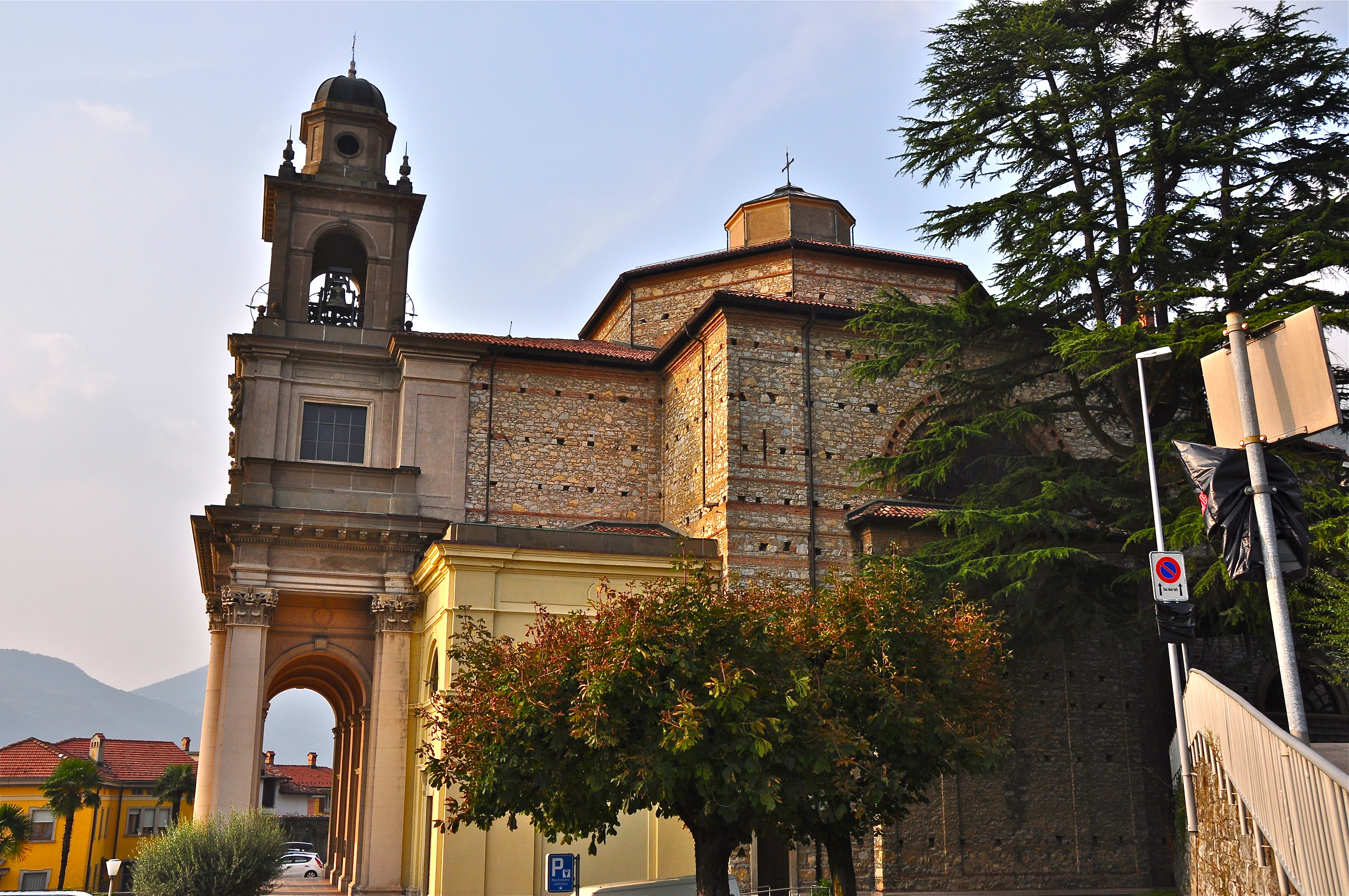
Facciata laterale

Nella cappella del battistero si trovano:
- una fonte in marmo d'Arzo (1586) sormontata da un coperchio ligneo a forma tempietto (secolo XVII);
- due quadri di Santa Lucia e Santa Apollonia (1659 circa - Giovanni Battista Franchinetti);
- un'Incoronazione della Vergine con san Michele arcangelo (1650 circa - Francesco Torriani);
- una Sacra Famiglia (1791 - Antonio Baroffio).

La cappella di Sant'Antonio di Padova ci mostra l'altare realizzato nel 1878 dal Cremonini, una statua lignea del Santo del 1932 (Runggaldier,). I quadri riguardano i miracoli di sant'Antonio e di san Carlo Borromeo (seconda metà del secolo XVII).
Nella navata ci sono degli oli su tela che ritraggono il Crocifisso con i santi Cosma e Damiano,  Sant'Isidoro Agricola e San Grato vescovo attribuiti alla bottega dei Torriani e dipinti nel XVII e Santa Rita da Cascia di Tita Pozzi. 
Nell'altra cappella ci sono un crocifisso ligneo del secolo XVII eu arredo liturgico di Paolo Bellini del 1974.